# The Great Twenty-Eight
The Great Twenty-Eight es un álbum de compilación de grandes éxitos de rock and roll por Chuck Berry, publicado en 1982. En 2003, este álbum fue puesto en el n.º 21 en la lista de los mejores 500 álbumes de todos los tiempos, según Rolling Stone.

## Lista de canciones
Todas escritas por Chuck Berry.
1. "Maybellene" – 2:18 (sencillo de 1955)
2. "Thirty Days" – 2:24 (sencillo de 1955)
3. "You Can't Catch Me" – 2:42 (sencillo de, 1956)
4. "Too Much Monkey Business" – 2:53 (sencillo de 1956)
5. "Brown Eyed Handsome Man" – 2:17 (sencillo de 1956)
6. "Roll Over Beethoven" – 2:23 (sencillo de 1956)
7. "Havana Moon" – 3:05 (sencillo de 1956)
8. "School Days" – 2:40 (sencillo de 1957)
9. "Rock and Roll Music" – 2:30 (sencillo de 1957)
10. "Oh Baby Doll" – 2:33 (sencillo de 1957)
11. "Reelin' and Rockin'" – 3:14 (sencillo de 1958)
12. "Sweet Little Sixteen" – 2:55 (sencillo de 1958)
13. "Johnny B. Goode" – 2:38 (sencillo de 1958)
14. "Around and Around" – 2:35 (sencillo de 1958)
15. "Carol" – 2:46 (sencillo de 1958)
16. "Beautiful Delilah" – 2:08 (sencillo de 1958)
17. "Memphis" – 2:12 (sencillo de 1959)
18. "Sweet Little Rock and Roller" – 2:20 (sencillo de 1958)
19. "Little Queenie" – 2:38 (sencillo de 1959)
20. "Almost Grown" – 2:19 (sencillo de 1959)
21. "Back in the U.S.A." – 2:25 (sencillo de 1959)
22. "Let It Rock" – 1:50 (sencillo de 1960)
23. "Bye Bye Johnny" – 2:03 (sencillo de 1960)
24. "I'm Talking about You" – 1:48 (sencillo de 1961)
25. "Come On" – 1:50 (sencillo de 1961)
26. "Nadine (Is It You?)" – 2:30 (sencillo de 1964)
27. "No Particular Place to Go" – 2:44 (sencillo de 1964)
28. "I Want To Be Your Driver" – 2:15 (del álbum Chuck Berry in London, 1965)

## Créditos
- Chuck Berry – vocal, guitarra
- Gene Barge – saxofón
- Fred Below – Batería
- Martha Berry – vocal
- Leroy C. Davis – saxofón tenor
- Willie Dixon – bajo
- Equadors – vocal
- Jerome Green – marimba
- Ebby Hardy – Batería
- Johnnie Johnson – piano
- Lafayette Leake – piano
- The Moonglows – vocal
- Matt Murphy – guitarra
- Odie Payne – Batería
- Jimmy Rogers – guitarra
- George Smith – bajo
- Otis Spann – piano
- Jasper Thomas – batería
- Paul Williams – piano

- Datos: Q775877